# Hatohobei (île)
Ne doit pas être confondu avec l'État de Hatohobei et le village de Hatohobei.
Hatohobei (en anglais Tobi Island), est une île des Palaos. Elle a donné son nom à l'État de Hatohobei auquel elle appartient. Elle fait partie des îles du sud-ouest des Palaos.

## Géographie
L'île de Hatohobei se trouve à environ 240 km des terres habitées les plus proches. Elle couvre une superficie de 0,6 km². La partie centrale forme une dépression marécageuse qui fut utilisée pour cultiver le taro. Partant de cette dépression centrale, le niveau de l'île s'élève lentement avant de redescendre vers la plage.
L'île ne possède pas d'atoll, contrairement à l'île voisine et son atoll, Helen Reef, et le récif entoure directement l'île depuis la plage.

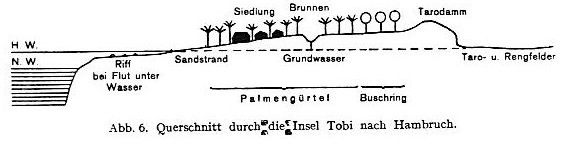
Coupe est-ouest de l'île de Tobi par Paul Hambruch durant l'expédition Thilenius (1908-1910).
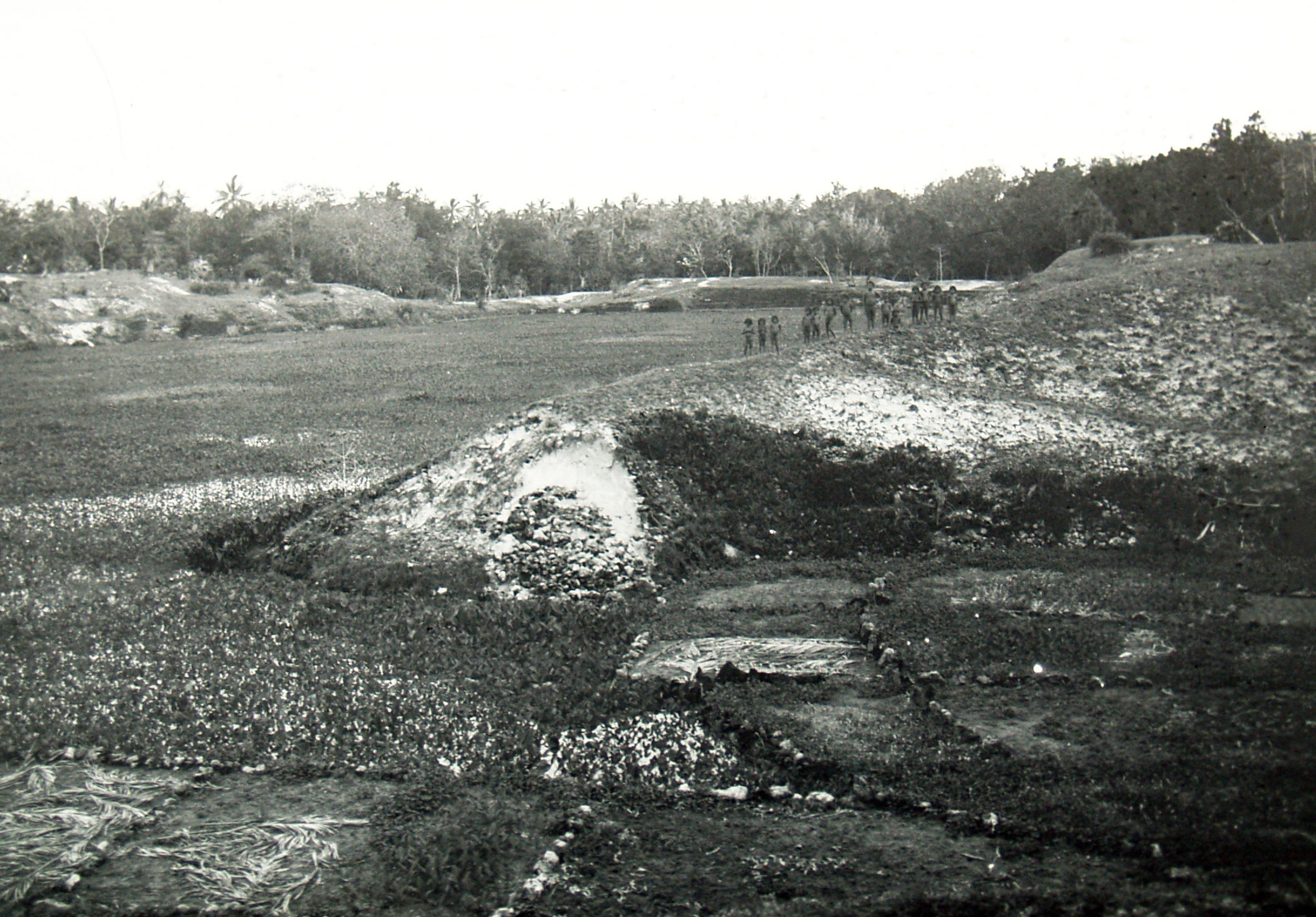
Champ de taro sur Tobi. Photo prise durant l'expédition Thilenius (1908-1910).

## Écosystème
Le sol de l'île est peu fertile et composé principalement de sable. Toutefois, de l'humus fut créé sur certaines portions afin de rendre la terre plus fertile.
L'île abrite certaines espèces de lézards, d'oiseaux (dont le Noddi brun et la Gygis blanche ainsi que quelques Noddis noirs et Frégates du Pacifique) et d'escargots.
Le récif est riche en poissons.